# Abrelatas

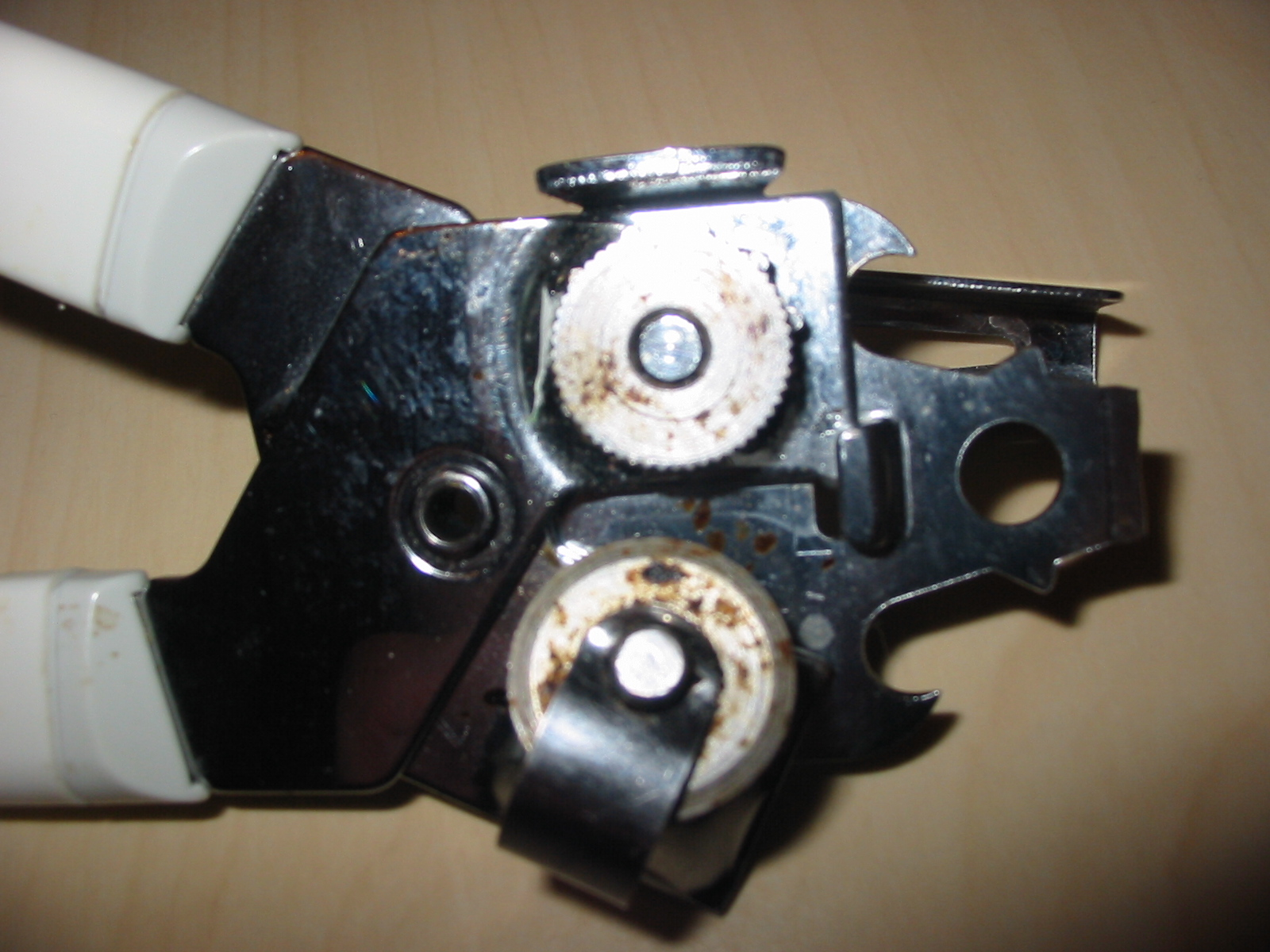
Abrelatas, detalle.

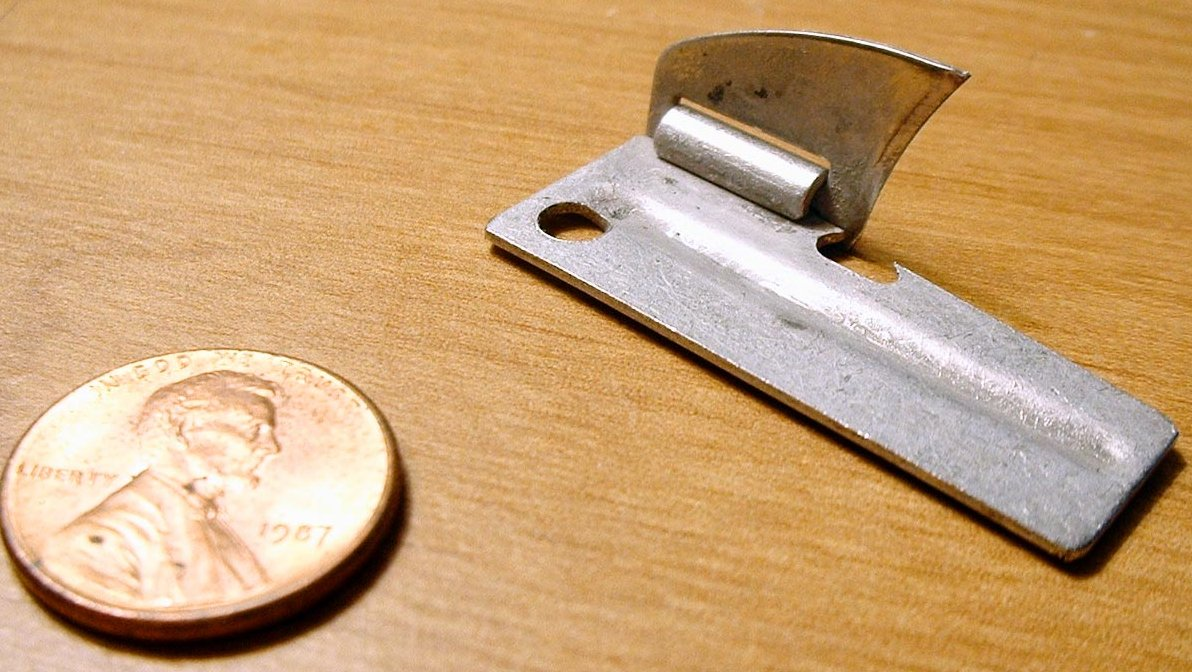
Abrelatas sencillo y popular.

El abrelatas es un utensilio ideado para abrir latas de conserva y no fue inventado hasta 45 años después de la aparición en 1810 de las conservas enlatadas por lo que hasta ese momento se utilizaban todo tipo de instrumentos para abrirlas. Los soldados británicos abrían las latas en 1812 con bayonetas, navajas, e incluso con disparos de fusil.

## Antecedentes e invento
El francés Nicolás Appert inventó en 1810 una manera de conservar los alimentos al calentarlos en un tarro de cristal y sellar herméticamente su parte superior con un corcho reforzado con alambre y cera. Peter Durand perfeccionó y desarrolló esta idea y, en 1813, produjo la primera comida enlatada.
El primer abrelatas fue inventado en 1855 y patentado en 1858 por Ezra J. Warner. Se trataba de un utensilio enorme y poco manejable formado por una especie de hoz que debía introducirse a la fuerza en la lata para deslizarla posteriormente.

## Abrelatas de llave giratoria

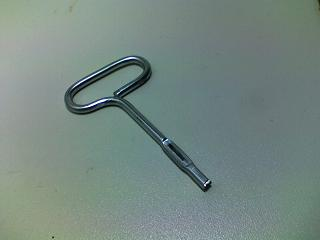
Abrelata de llave giratoria

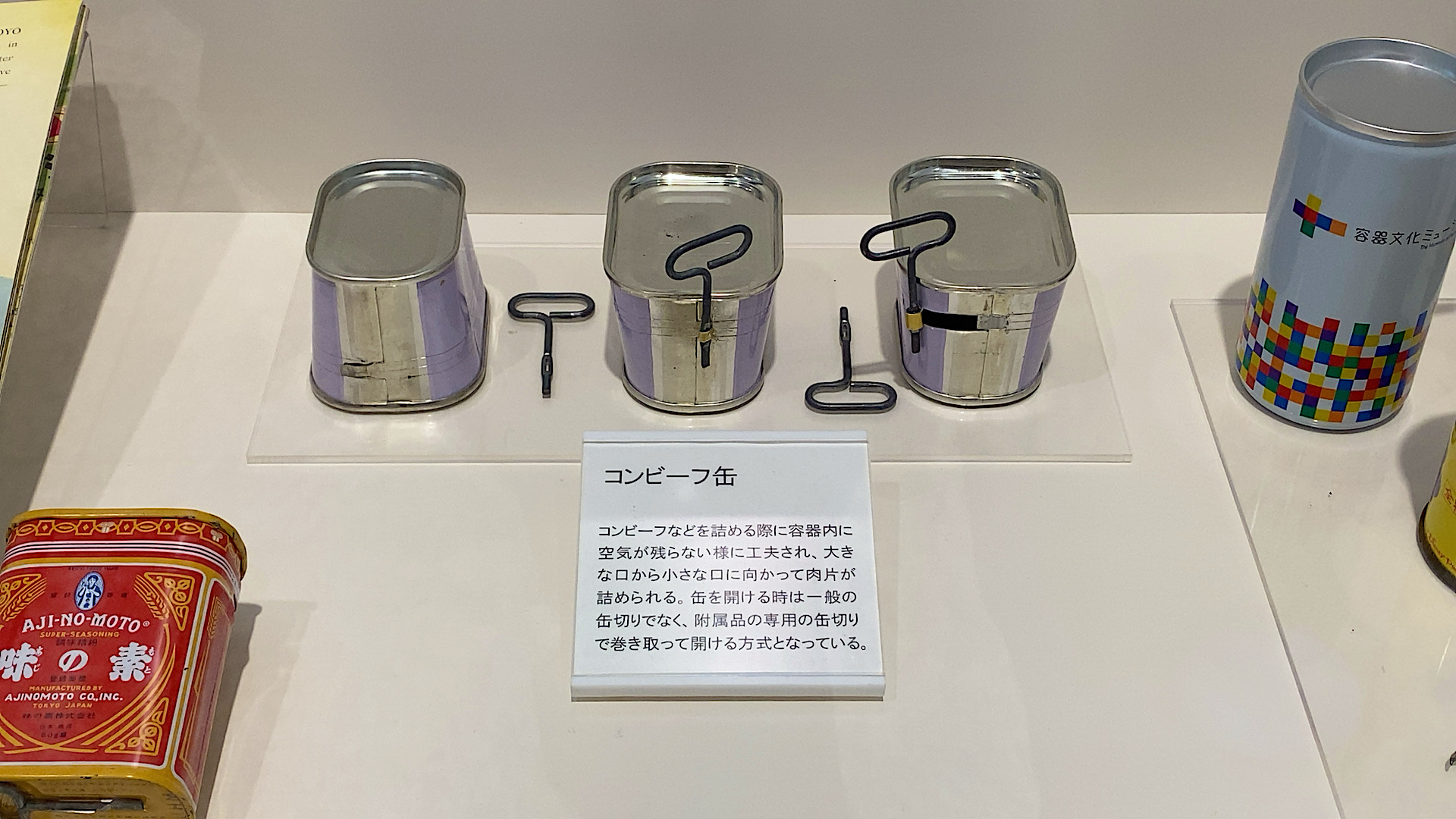
Uso de un abrelata de llave giratoria.

Durante la década de 1800, se mecanizó y refinó el proceso de enlatado, y la pared de la lata se hizo más delgada. El abrelata de llave giratoria fue patentado por J. Osterhoudt en 1866. Aun no existía un abrelata de uso múltiple universal, por lo cual cada lata estaba provista de un abrelata tipo llave giratoria adosada a la misma, la cual era desprendida fatigando el metal doblándolo en su zona más delgada. Cada tipo de alimento tenía su propio tipo de lata, y estaba provisto por su propio tipo de abrelata. La carne y el pescado enlatado eran comercializados en latas rectangulares. Estas latas estaban provistas de una llave giratoria que se podía rotar por el contorno superior de la lata, quitando una delgada tira de metal preparada al efecto. Café, porotos, y varios tipos de carnes eran enlatadas en cilindros de tiras de metal que podían ser desenrolladas con las llaves giratorias provistas que recorrían el contorno de la lata. Para abrir latas de leche se usaban dispositivos de perforación.

## Abrelatas tipo palanca

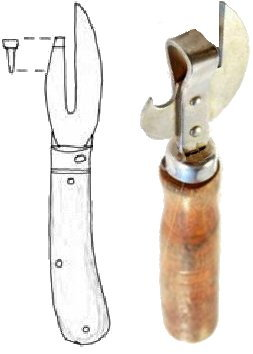
Abrelata tipo palanca diseño de 1855 de Robert Yeates

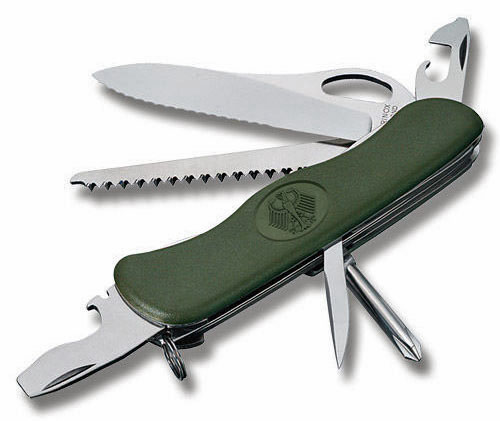
Victorinox abrelata tipo palanca arriba derecha.

Los abrelatas de propósito general hicieron su aparición en la década de 1850 y tenían un diseño primitivo tipo garra o palanca. En 1855, Robert Yeates, un fabricante de cuchillería e instrumentos quirúrgicos de Trafalgar Place West, Hackney Road, Middlesex, Reino Unido, diseñó el primer abrelatas tipo garra con una herramienta operada a mano que realizaba el recorrido a lo largo del borde superior de las latas.
En 1858, otro abrelata tipo palanca con una forma más complicada fue patentado en Estados Unidos por Ezra Warner de Waterbury, Connecticut. Consistía en una hoz afilada, que se introducía en la lata y se cortaba por el borde. Un borde evitaba que la hoz penetrara demasiado en la lata. El abridor constaba de varias piezas que podían sustituirse si se desgastaban, especialmente la hoz. Este abridor fue adoptado por el ejército de los Estados Unidos durante la guerra civil estadounidense (1861-1865); sin embargo, su hoz desprotegida en forma de cuchillo era demasiado peligrosa para el uso doméstico. Un abridor de uso doméstico llamado "abridor cabeza de toro" fue diseñado en 1865 y se suministró con latas de carne en escabeche llamada "carne Bully". El abrelatas estaba hecho de hierro fundido y tenía una construcción muy similar al abrelatas Yeates, pero presentaba una forma más artística y fue el primer paso para mejorar el aspecto del abrelatas. El diseño con cabeza de toro se produjo hasta la década de 1930 y también se ofreció con forma de cabeza de pez.
En 1906 en Gijón, España se patentó un modelo conocido como "Explorador español" que se convertiría en el primer abrelatas de bolsillo, por su ligereza y versatilidad ya que permitía además de abrir latas, hacer lo propio con chapas de botellas o actuar como destornillador. La última vez que se renovó la patente en nombre de su creador, José Valle Armesto fue en 1965, siendo dispensado en la actualidad por múltiples marcas comerciales.

## Tipos de abrelatas

Uso de un abrelatas para abrir una lata.

Los abrelatas han evolucionado en diversos tipos diferentes desde la novedosa patente de 1870 del estadounidense William W. Lyman. A lo largo de las décadas, el modelo ha permanecido invariable excepto por la introducción de la rueda dentada en 1925 por la Star Can Opener Company de San Francisco. Este principio sigue utilizándose hoy en día y fue la base del abrelatas eléctrico que fue patentado por primera vez en 1931.
Actualmente las latas de conserva están incorporando de forma masiva un sistema de abrefácil y, por tanto, los abrelatas se utilizan menos.